# Lörrach
Lörrach je grad u njemačkoj saveznoj pokrajini Baden-Württemberg. Nalazi se na jugozapadu države direktno uz granicu sa Švicarskom i 4 km od granice s Francuskom. Prostire se uz Rajnu na južnom rubu Schwarzwalda. Udaljen je 74 km južno od Freiburga.
Preko 3.300 osoba iz Lörracha i preko 14.000 osoba iz bliže okolice (2002. godine) svakodnevno putuje preko granice u Švicarsku, primjerice u Basel ili u tamošnju okolicu na posao.
Najveći poslodavac u gradu je tvornica Kraft Foods koja proizvodi Milka čokoladu.

## Vanjske poveznice
- Službena stranica (njem.)

### Ostali projekti
|  | Zajednički poslužitelj ima još gradiva o temi Lörrach |